# Bòlit Centre d'Art Contemporani
|  | Per a altres significats, vegeu «Bòlit». |

Bòlit, Centre d'Art Contemporani. Girona és un equipament cultural de la ciutat de Girona inaugurat l'octubre de 2008. Des de l'abril de 2021 la seva directora és Ingrid Guardiola.

## Seus
Bòlit disposa de dues seus temporals situades en edificis emblemàtics del Barri Vell de Girona: 
- Bòlit-LaRambla:(41° 59′ 00″ N, 2° 49′ 26″ E / 41.983245°N,2.823831°E) un petit pavelló del segle xix
- Bòlit-SantNicolau:(41° 59′ 20″ N, 2° 49′ 33″ E / 41.988971°N,2.825796°E) una capella medieval.

En ocasions puntuals l'activitat del centre s'ha expandit en l'espai públic o en altres equipaments culturals de la ciutat, tant públics com privats, com ara un cinema de barri, una botiga de joguines o les diferents biblioteques públiques. Des d'octubre del 2008 fins a febrer del 2010 es va disposar del Niu, intervenció arquitectònica efímera de l'arquitecte Santiago Cirugeda, que va dotar temporalment al Bòlit d'infraestructura necessària per al desenvolupament de projectes de recerca i producció.

## Història

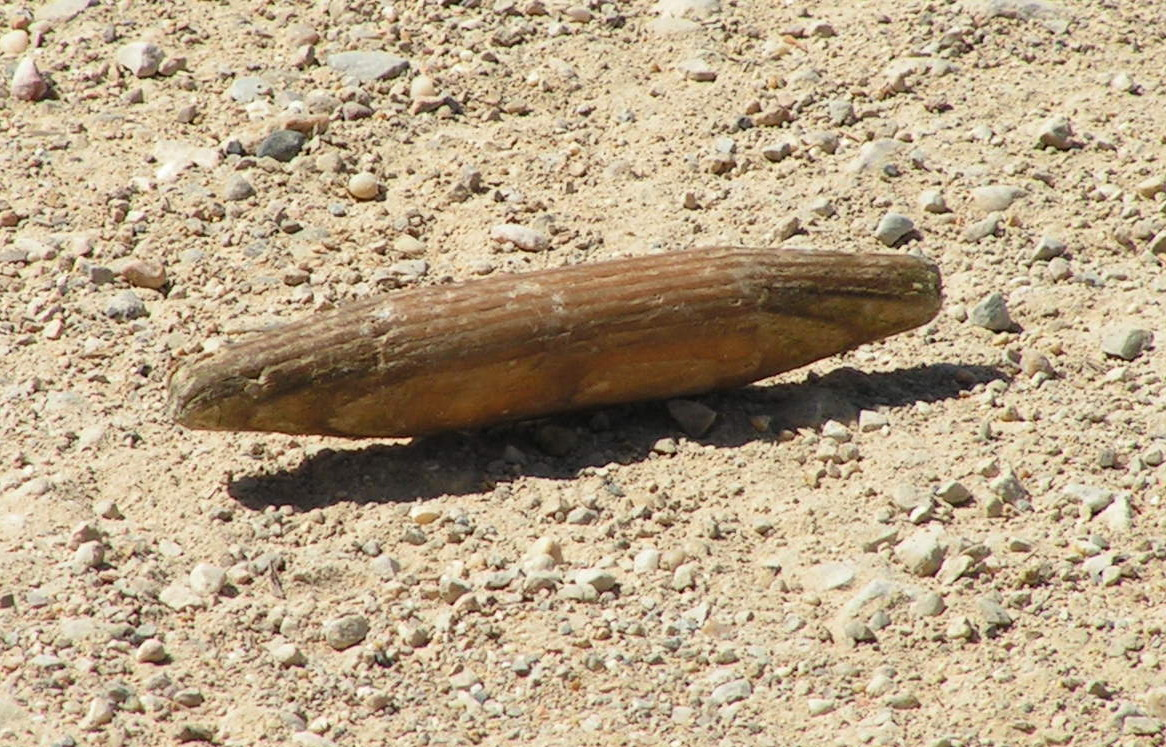
Un bòlit

Des dels seus inicis, les oficines del Bòlit s'ubiquen a la segona planta del Centre Cultural la Mercè de Girona.
El nom del Centre, Bòlit, té connotacions metafòriques. Tot i que no se n'ha establert l'origen històric, el bòlit és un joc popular molt arrelat al barri de Sant Narcís, un dels més populars de Girona, on se celebra cada any el Campionat del Món de Bòlit, ja que el bòlit és també un joc universal, que es practica en indrets com l'Índia i el Pakistan.
És una mena de beisbol que es juga amb bats i una pilota feta de fusta (bòlit), que s'ha de mantenir en moviment a l'aire, sense interrupció, batent, en un "conversa controvertida" permanent entre els equips que hi competeixen.

## Objectiu
Té com a objectiu desenvolupar programes de recerca, producció i exhibició de projectes artístics contemporanis duts a terme per creadors i professionals d'altres àmbits del coneixement locals, nacionals i internacionals, amb una forta implicació amb el seu context.

## Activitats i Projectes
El centre ofereix una programació d'exposicions, activitats integrades i vinculades, com tallers, cicles de conferències, intervencions urbanes, cicles de projeccions, propostes específiques i treballs en procés, tot cercant la participació i la implicació de la societat civil des del seu inici. Bòlit ha convidat a una gran varietat d'artistes, des dels que treballen en les noves tecnologies, i que tenen un paper essencial en la idiosincràsia del Centre, fins als que treballen en projectes que requereixen altres recursos tecnològics: des del programari informàtic fins al llapis, la llum, el text o el mateix públic.
A més del professionals de les arts visuals, Bòlit ha convidat també, a creadors i professionals d'altres camps del coneixement, tant locals com nacionals i internacionals, així com de diferents generacions i interessos, a treballar diferents aspectes relacionats amb temes d'actualitat.